# Bucherer-Reaktion
Die Bucherer-Reaktion ist eine organisch-chemische Namensreaktion und nach Hans Theodor Bucherer (1869–1949) benannt. Die Reaktion wird auch Bucherer-Lepetit-Reaktion oder fälschlich Bucherer-Le-Petit-Reaktion genannt.
Sie beschreibt die Reaktion von Naphtholen zu Naphthylaminen in Gegenwart von Ammoniak und Natriumhydrogensulfit.  Aus  1-Naphthol entsteht 1-Naphthylamin:

Analog erhält man aus 2-Naphthol das stellungsisomere 2-Naphthylamin:
Der französische Chemiker Robert Lepetit entdeckte 1898 als Erster diese Reaktion, jedoch stellte Bucherer, unabhängig von Lepetit, deren Umkehrbarkeit und enorme Möglichkeiten für die chemische Industrie fest. Bucherer publizierte seine Ergebnisse 1904, womit sein Name fest mit der Reaktion verbunden ist.
Die Bucherer-Reaktion verläuft in wässrigem Milieu unter Katalyse durch Sulfit. Dieses greift reversibel am protonierten Aromaten an, tautomerisiert zum Hydrogensulfit und wird von Ammoniak oder einem Amin angegriffen. Nach Abspaltung des Sulfits entsteht das entsprechende Naphthylamin, bei dem die Hydroxygruppe des Naphthols formal durch eine Aminogruppe substituiert ist.

## Reaktionsmechanismus
Die Reaktion wird hier am Beispiel von 1-Naphthol beschrieben und läuft nach einem Additions-Eliminierungsmechanismus ab. Im ersten Schritt wird ein Proton am Kohlenstoffatom mit der höchsten Elektronendichte, also vorzugsweise am C2 oder C4, des 1-Naphthols (1) angelagert. Dies führt zu dem resonanzstabilisierten Addukt 2. Im nächsten Schritt lagert sich das Hydrogensulfit-Anion an den C3-Kohlenstoff an. Es folgt eine Tautomerisierung zum energetisch günstigeren Molekül 3. Dieses wird nucleophil vom Amin, in diesem Fall Ammoniak, angegriffen. Unter Abspaltung von Wasser bildet sich das resonanzstabilisierte Kation 4. Deprotonierung liefert das Enamin 5. Das Enamin eliminiert das Hydrogensulfit unter Bildung von 1-Naphthylamin (6).
Die Reaktion ist reversibel und kann wie folgt zusammengefasst werden:

## Anwendung
Die Bucherer-Reaktion ist eine Schlüsselreaktion zur Synthese von Carbazolen. 2-Napthol oder 2-Napthylamin reagiert mit Phenylhydrazin unter Zugabe von Natriumhydrogensulfit zu einem Carbazol: